# Појнт Камфорт (Тексас)
Појнт Камфорт (енгл. Point Comfort) град је у америчкој савезној држави Тексас. По попису становништва из 2010. у њему је живело 737 становника.

## Демографија
Према попису становништва из 2010. у граду је живело 737 становника, што је 44 (5,6%) становника мање него 2000. године.
| Група             | 2000.       | 2010.       |
| Белци             | 587 (75,2%) | 439 (59,6%) |
| Афроамериканци    | 11 (1,4%)   | 5 (0,7%)    |
| Азијати           | 14 (1,8%)   | 55 (7,5%)   |
| Хиспаноамериканци | 153 (19,6%) | 232 (31,5%) |
| Укупно            | 781         | 737         |